# 洛斯阿拉莫斯 (阿勞科省)
洛斯阿拉莫斯（西班牙語：Los Álamos），是智利的城市，位於該國中部比奧比奧大區的阿勞科省，面積599.1平方公里，海拔高度177米，2012年人口19,494人，人口密度每平方公里33人。

37°37′38″S 73°27′43″W / 37.62722°S 73.46194°W